# Huacaya (animal)
 (indiquez la date de pose grâce au paramètre date).
Certains termes anglais peu courants en français devraient être remplacés par des termes français équivalents mieux connus.
 (novembre 2019).
Si vous disposez d'ouvrages ou d'articles de référence ou si vous connaissez des sites web de qualité traitant du thème abordé ici, merci de compléter l'article en donnant les références utiles à sa vérifiabilité et en les liant à la section « Notes et références ».
Pour les articles homonymes, voir Huacaya.
L'alpaga « Huacaya » est l'une des deux races (ou sous-espèces) qui composent l'alpaga (Vicugna pacos), au côté du « Suri (es) ». L'autre espèce du genre Vicugna est la vigogne (V. vicugna), qui est la plus proche parente sauvage de l'alpaga.
L'alpaga Huacaya vit sur le haut-plateau andin, l'Altiplano, jusqu'à 4 000 m d'altitude. Son aire de répartition naturelle concerne surtout quatre pays d'Amérique du Sud : outre l’Équateur et le Pérou, l'Ouest bolivien, et le Nord-Ouest chilien. Quelques-uns aussi dans le Nord-Ouest argentin. Mais aujourd'hui on trouve des élevages d'alpagas Huacaya danse monde entier, notamment en France.
C'est un animal doux et fier. Il est élevé surtout pour sa laine, et aussi comme animal de compagnie. Secondairement, sa chair est parfois consommée, et considérée comme une viande de haute qualité gustative et nutritive.

## Caractéristiques phénotypiques

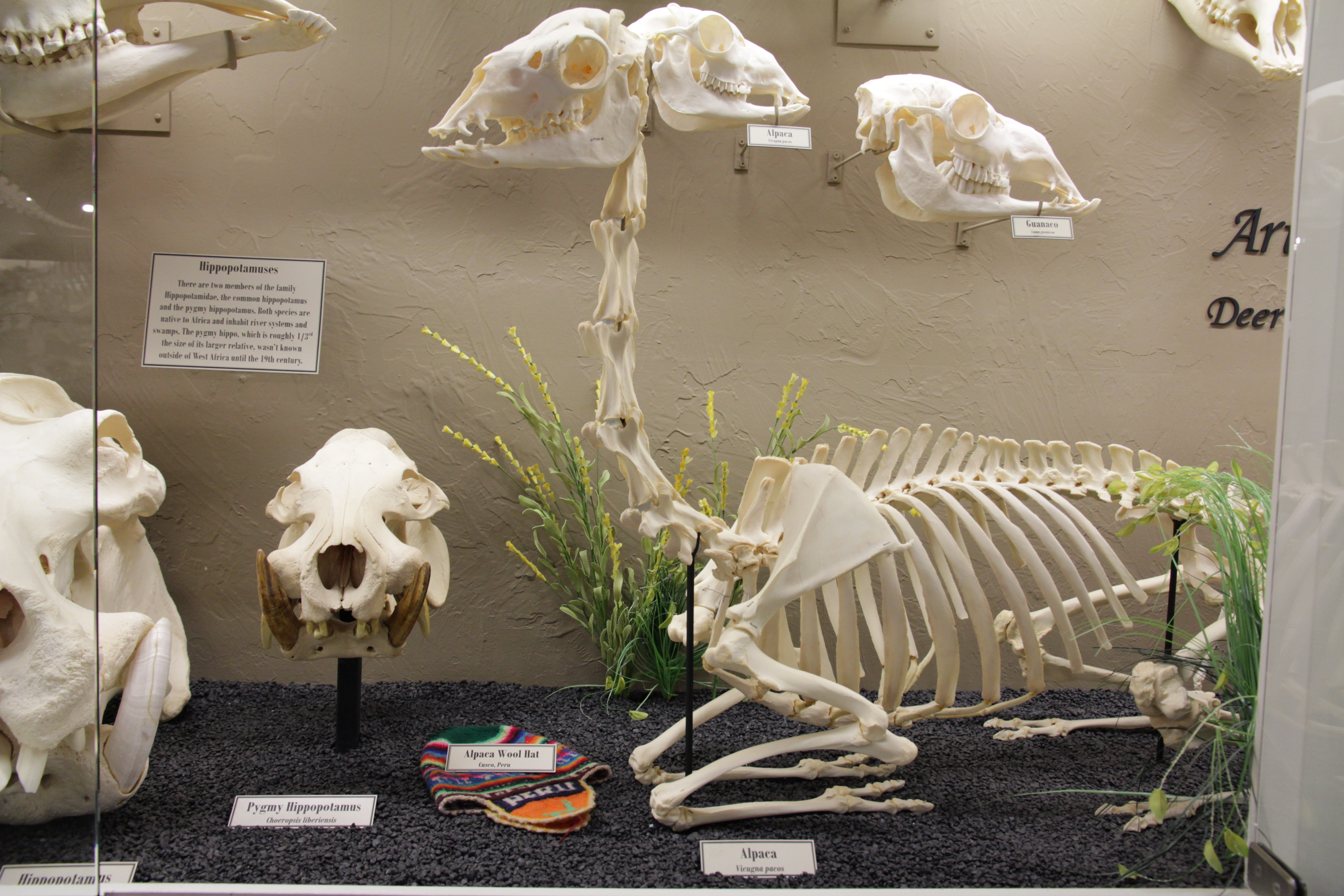
Squelette d'alpaga (Musée d'ostéologie)

Les deux races sont facilement identifiables et se distinguent par leurs caractéristiques phénotypiques. Mais il n'y a aucune différence de poids, qu'il s'agisse de l'animal à la naissance (7,5 à 8 kg) ou des spécimens adultes, pesant en moyenne 70 kg pour les mâles et 65 kg pour les femelles, pour chacune des deux sous-espèces.
Les animaux de la race Huacaya ont un aspect arrondi et volumineux. La fibre laineuse du Huacaya se développe perpendiculairement au corps de l'alpaga : elle est encombrante, lisse ou ondulée voire bouclée, et très dense. Les boucles de sa fibre sont plus courtes et plus ternes ou opaques par rapport à celles du Suri, mais leur densité, leur douceur et leur lustre flou (façon d'accrocher la lumière) lui donnent un aspect spongieux. Elle présente une absence de graisse de laine (laquelle est caractéristique du mouton Corriedale (en) de Nouvelle-Zélande, par exemple). La fibre de Suri se trouve au contraire parallèle au corps de l'animal et se regroupe en longues tresses bien définies et tombantes, un peu comme chez le mouton Lincoln. La fibre de Suri est non seulement plus longue mais aussi plus soyeuse et plus brillante que celle du Huacaya.

## Population
La race Huacaya est de loin plus nombreuse que la population des alpagas Suris. Au Chili, tous les alpagas sont de type Huacayan, et il y a une quantité négligeable de spécimens de Suris en Bolivie à la frontière nord. Le Pérou a la plus forte population mondiale d'alpagas, et 93% de celle-ci est de type Huacayan selon les estimations de la F.A.O. (Food and Agriculture Organization ou Organisation des Nations unies pour l'alimentation et l'agriculture). Ainsi, sur les 3,7 millions d'alpagas dans le monde, plus de 90% seraient de race Huacaya.

## Produits

### Fibre
Leur laine est composée de 150 à 170 fils /mm2. À 25 m d'épaisseur, leur laine est de 1,5 m plus mince que celle du Suri[pas clair], et considérablement plus blanche, en moyenne. La laine de Suri est légèrement plus forte.
Les deux races possèdent une vaste gamme de couleurs de robe, totalisant chacune 22 variétés différentes. Leur laine est filée et tricotée pour confectionner des ponchos, des bonnets, des écharpes, des châles, des couvre-lits, des gilets et des chandails.

### Viande
Bien que les alpagas "Huacayas" n'aient jamais été élevés pour la viande, il s'agit d'un sous-produit utile en ce que leur viande est parfaitement comestible et très riche en protéines. Le poids de la carcasse (ce qu'on appelle le « rendement » du point de vue du « poids utile » de viande) varie entre 43% et 63% du poids de l'animal vivant, et en moyenne 55%, soit environ de 23 à 30 kg de viande. On pense que les alpagas Huacayas produisent plus de viande que les alpagas Suris. La viande d'alpaga a un rapport protéines/graisses élevé, la race la plus commune contenant en moyenne 23 % de protéines.